# Cyanoneuron grandiflorum
Cyanoneuron grandiflorum là một loài thực vật có hoa trong họ Thiến thảo. Loài này được Tange mô tả khoa học đầu tiên năm 1998.